# 21 Singles
21 Singles é uma coletânea musical da banda The Jesus and Mary Chain, com canções gravadas entre 1984 e 1998. Inclui o primeiro single do grupo "Upside Down", de 1984, e o sucesso "Just Like Honey".
| Críticas profissionais                                                      | Críticas profissionais |
| Avaliações da crítica                                                       | Avaliações da crítica  |
| Fonte                                                                       | Avaliação              |
| --------------------------------------------------------------------------- | ---------------------- |
| Allmusic                                                                    | [ 1 ]                  |
| Blender                                                                     | [ 2 ]                  |
| Esta tabela precisa de ser acompanhada por texto em prosa. Consulte o guia. |                        |

## Faixas
1. Upside Down (John Loder / Jim Reid) 2:59
2. Never Understand (Jim Reid) 3:05
3. You Trip Me Up (William Reid / Jim Reid) 3:52
4. Just Like Honey (William Reid) 2:33
5. Some Candy Talking (William Reid) 2:59
6. April Skies (William Reid) 5:26
7. Happy When It Rains (William Reid) 3:42
8. Darklands (William Reid) 3:17
9. Sidewalking (William Reid) 2:26
10. Blues from a Gun (William Reid / Jim Raid) 3:32
11. Head On (William Reid) 2:52
12. Rollercoaster (William Reid) 3:43
13. Reverence (William Reid) 3:02
14. Far Gone and Out (William Reid) 4:43
15. Almost Gold (William Reid) 3:20
16. Snakedriver (William Reid) 4:43
17. Sometimes Always (William Reid) 3:18
18. Come On (Jim Reid) 4:09
19. I Hate Rock N Roll (William Reid) 3:42
20. Cracking Up (William Reid) 2:37
21. I Love Rock N Roll (Jim Reid) 3:11

## Certificações
| Região            | Certificação | Vendas  |
| ----------------- | ------------ | ------- |
| Reino Unido (BPI) | Prata        | 60,000^ |
|                   |              |         |